# Claudio Bincaz
Claudio Bincaz (San Isidro, 10 de maio de 1897 – Buenos Aires, 8 de novembro de 1980) foi um desportista argentino que competiu em vela, futebol e rugby pelo Club Atlético San Isidro durante a década de 1920.
Em 10 de julho de 1916, Bincaz jogou pela seleção argentina de futebol durante o Campeonato Sul-americano (actual "Copa América"). Esteve na arquibancada antes de ser convocado para a equipa no lugar de Alberto Ohaco, que não compareceu à partida por motivos pessoais. Como resultado, Bincaz jogou como ponta-esquerda contra o Brasil.
No rugby, Bincaz fez parte da equipa do CA San Isidro que alcançou um recorde de 13 campeonatos consecutivos vencidos entre 1917 e 1930.
Durante a sua carreira, ele também representou a Seleção Argentina de Rúgbi.
A seleção argentina de rúgbi estava perto de participar dos Jogos Olímpicos de Verão de 1924, quando a União Argentina de Rugby decidiu que a equipa seria eleita por voto popular. Bincaz foi o 2º jogador mais votado mas a equipa acabou por não poder viajar para Paris devido a problemas financeiros.